# Bibliothèque Gladstone

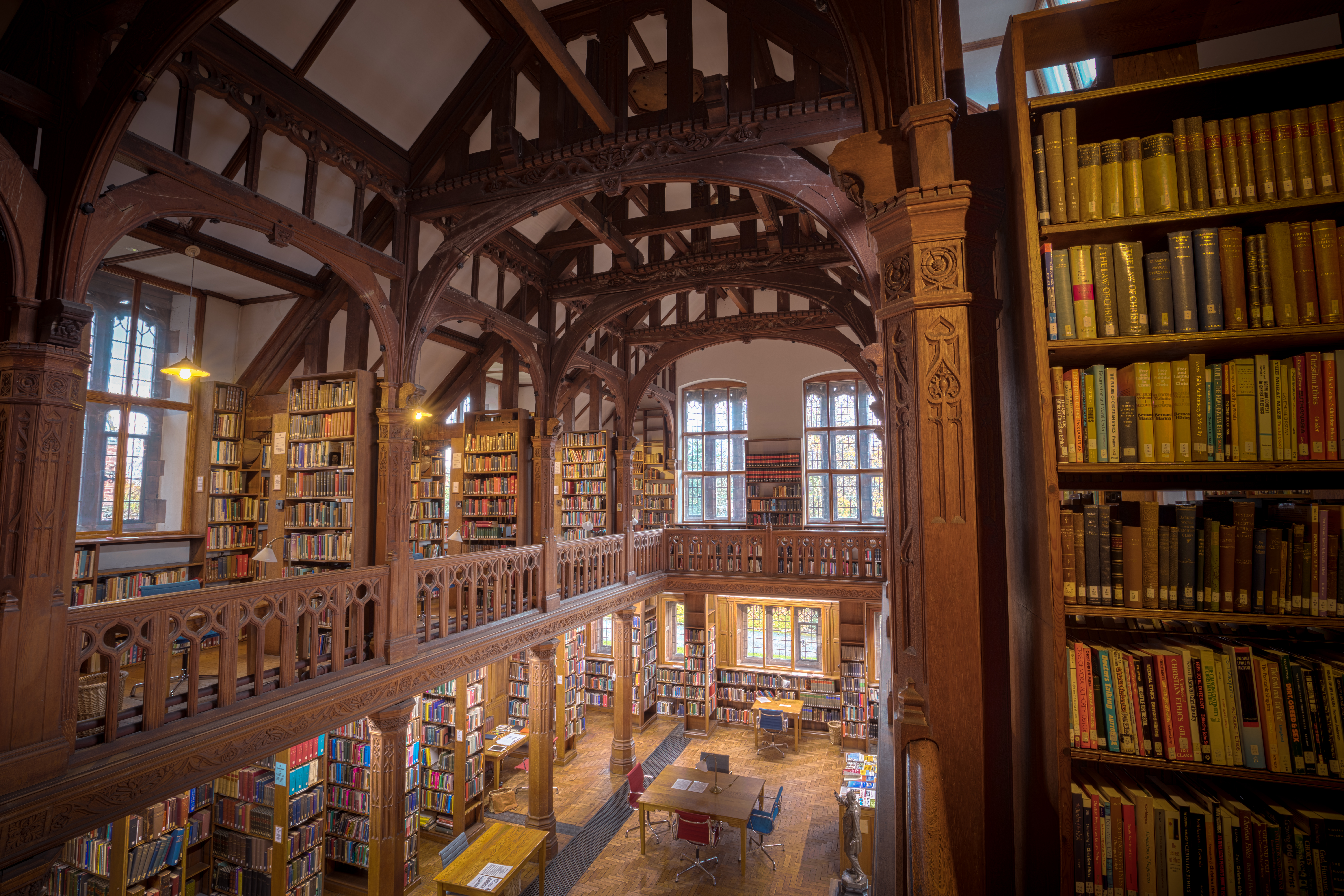
La bibliothèque de Gladstone

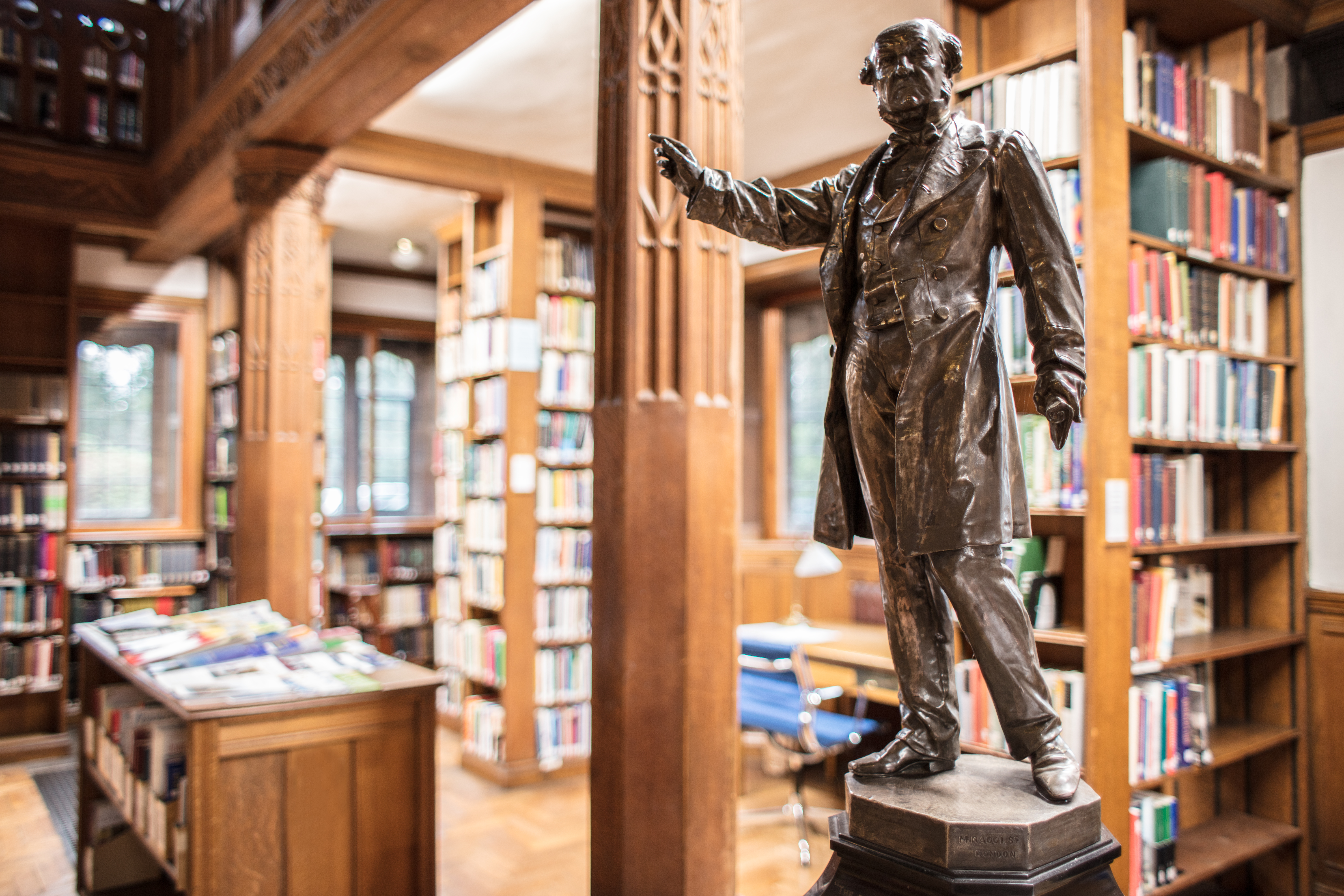
La statue de Gladstone dans la bibliothèque.

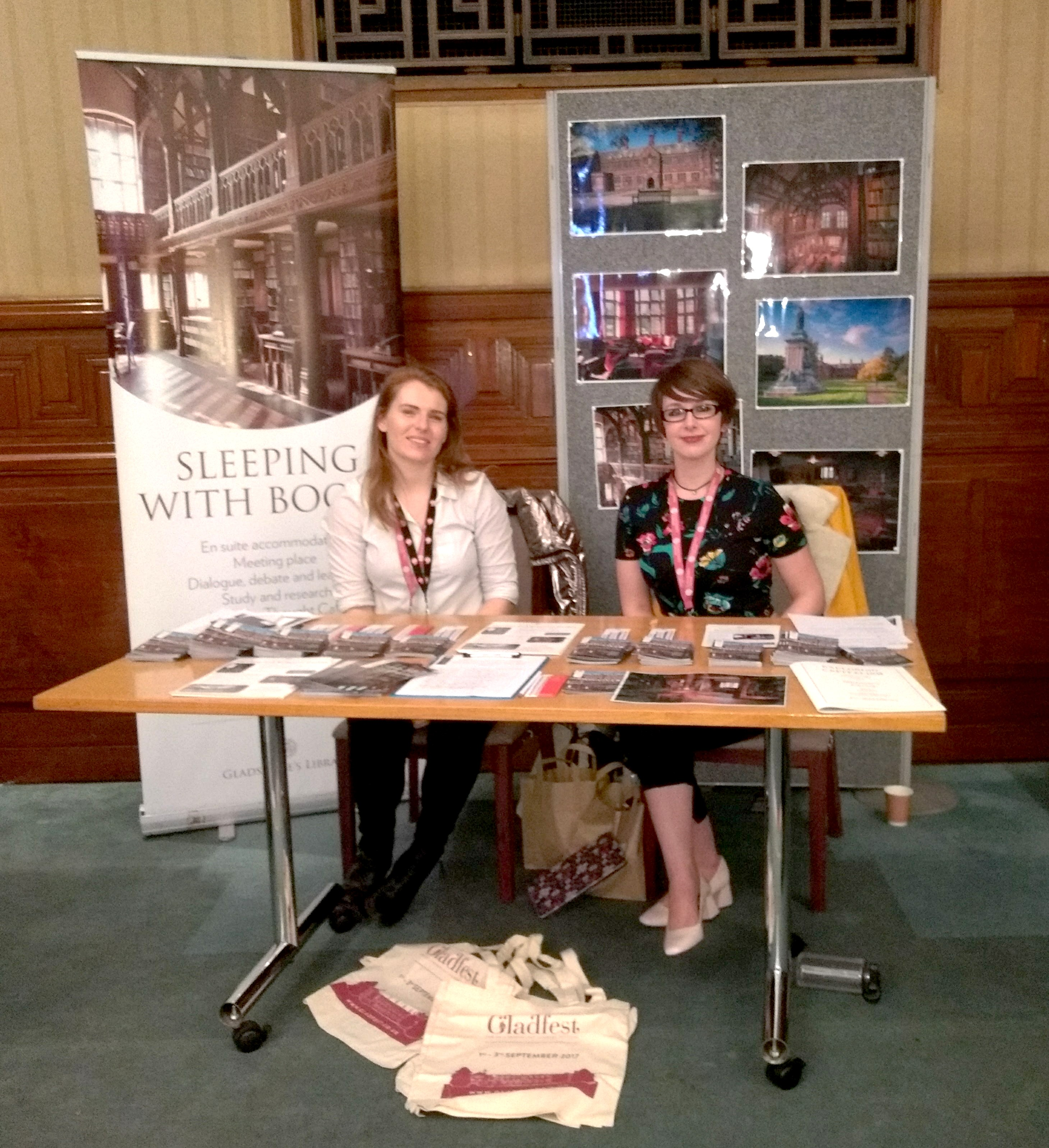
Le personnel de la bibliothèque de Gladstone lors de la journée d'histoire 2017 de la School of Advanced Study.

La bibliothèque Gladstone, connue jusqu'en 2010 sous le nom de bibliothèque St Deiniol (gallois : Llyfrgell Deiniol Sant), est une bibliothèque résidentielle située à Hawarden, Flintshire, au Pays de Galles. C'est un bâtiment classé Grade I.
La bibliothèque de Gladstone est la seule bibliothèque du Premier ministre britannique, William Ewart Gladstone (1809–1898), et le mémorial national de cet homme d'État de l'époque victorienne, élu quatre fois premier ministre.
La bibliothèque abrite une collection de plus de 250 000 documents imprimés, comprenant des documents théologiques, historiques, culturels et politiques.

## Fondation
La bibliothèque fût fondée par William Gladstone en 1894 qui souhaitait partager sa bibliothèque personnelle avec autrui, en particulier ceux qui faisaient face à des contraintes financières. Il permettait l'utilisation de sa collection aux enfants doués et aux jeunes adultes du village de Hawarden. Sa fille, Mary Gladstone, a déclaré que son désir était de "réunir des livres sans lecteur et des lecteurs sans livre".
En 1895, à l'âge de 85 ans, William Gladstone a donné 40 000 £ ainsi qu'une grande partie de sa propre bibliothèque. Armé uniquement de son valet et d'une de ses filles, William Gladstone a transporté 32 000 livres sur roulettes sur trois quarts de mille entre la bibliothèque et sa maison au château Hawarden. Ils les a déballés et les a mis sur les étagères à l'aide de son propre système de catalogue.
Dans une entrée de journal intime (datée du 23 décembre 1895), il décrit de façon concise la fondation de la bibliothèque: "J'ai aujourd'hui constitué ma confiance à St Deiniol. Le coût des travaux a été, je pense, de 41 à 42 000 £, y compris certains frais d'entretien jusqu'au 31 décembre 95. Que Dieu de Sa miséricorde le fasse prospérer."
Après sa mort en 1898, un appel public a été lancé pour obtenir des fonds afin de construire un édifice permanent pour abriter la collection et remplacer la structure temporaire. Les 9000 £ collectées ont permis la construction d'une imposante structure, conçue par John Douglas, et qui a été inaugurée officiellement par le comte Spencer le 14 octobre 1902 en tant que monument commémoratif national dédié à W.E. Gladstone. La famille Gladstone devait elle-même réaliser la vision du fondateur en finançant le pavillon résidentiel, qui a accueilli son premier résident le 29 juin 1906.

## Aujourd'hui
Aujourd'hui, la bibliothèque compte 26 chambres à coucher, un restaurant appelé Food For Thought, une chapelle et des salles de conférence. Elle accueille un programme d'événements s'étalant sur une année fondé sur les principaux centres d'intérêt de William Gladstone : religion, théologie, histoire et politique, et culture littéraire du XIXe siècle.
Les salles de lecture de la bibliothèque sont ouvertes aux visiteurs lors de courtes visites guidées seulement à 12h, 14h et 16h en semaine.

## À venir
En mars 2018, la bibliothèque Gladstone et la Royal Institute of British Architects (ou RIBA) ont annoncé un projet Living Heritage de 4,5 millions de livres sterling pour la construction d'une nouvelle structure et la rénovation de la bibliothèque historique classée de Grade 1. En juin 2018, quatre cabinets d'architectes ont été sélectionnés - AOC Architecture, Caruso St John, Hopkins Architects et Simpson & Brown - chacun recevant 4000 £ pour élaborer une soumission.
En juillet 2018, la Royal Institute of British Architects (RIBA) a annoncé que Caruso St John avait remporté le concours pour la conception du nouvel édifice de la bibliothèque Gladstone.

## Liens Externes
- (en) Page web principale
- (en) La bibliothèque William Gladstone prévoit plus de chambres à coucher pour les visiteurs